# Christian Molina
Christian Molina és un director de cinema nascut a Barcelona.

## Biografia
Es va formar a la Escuela de Cinematografía y del Audiovisual de la Comunidad de Madrid i a l'Escola Superior de Cinema i Audiovisuals de Catalunya de Barcelona, considerades les dues millors escoles de cinema espanyoles.
Compta amb una extensa experiència professional en la qual ha treballat d'operador I tècnic d'il·luminació, col·laborant amb pel·lícules com Airbag, ¿De qué se ríen las mujeres o Memorias del angel caído. També ha treballat sota la direcció de reconeguts directors de fotografia, com per exemple Fernando Arribas, José Luis Alcaine o Paco Femenía.
El 2004 va dirigir per fi la seva òpera prima, Sang vermella, una història de perdedors narrada en un estil que recorda el cinema espanyol de la dècada del 1970.
El 2006 i 2007 col·labora com a productor associat amb les pel·lícules El triunfo i Chuecatown.
El 2008, Christian Molina emprèn el seu segon projecte com a director, Diari d'una nimfòmana, basada en el best-seller de Valérie Tasso. La pel·lícula narra la història de Val, una jove atractiva i intel·lectual molt interessada pel sexe, el qual converteix en l'epicentre enotorn del qual acabarà girant la seva vida.
El 2009 va estrenar la pel·lícula L'estació de l'oblit codirigida amb Sandra Serna i protagonitzada per Nilo Mur, Katia Klein Fermí Reixach, entre d'altres.
La seva següent pel·lícula, De mayor quiero ser soldado (2010), va començar els treballs de rodatge el 4 de gener de 2010 a Barcelona. Va ser estrenada al Festival Internacional de Cinema de Roma de 2010 i va obtenir una nominació als IV Premis Gaudí com a millor pel·lícula en llengua no catalana.

## Filmografia

### Equip tècnic
- Cásate conmigo, Maribel (2002)
- ¡Ja me maaten...! (2000)
- Camino de Santiago (1999)
- Duquesa roja, La (1997)
- Airbag (1997)
- ¿De qué se ríen las mujeres? (1997)
- Memorias del ángel caído (1997)
- Como un relámpago (1996)
- Gimlet (1995)
- Tiempos mejores (1994)

### Producció
- Chueca Town (2007)
- El triunfo (2006)

### Director
- Sang vermella (2004)
- Diari d'una nimfòmana (2008)
- L'estació de l'oblit (2009)
- De mayor quiero ser soldado (2010)